# Sozzo Rustichini

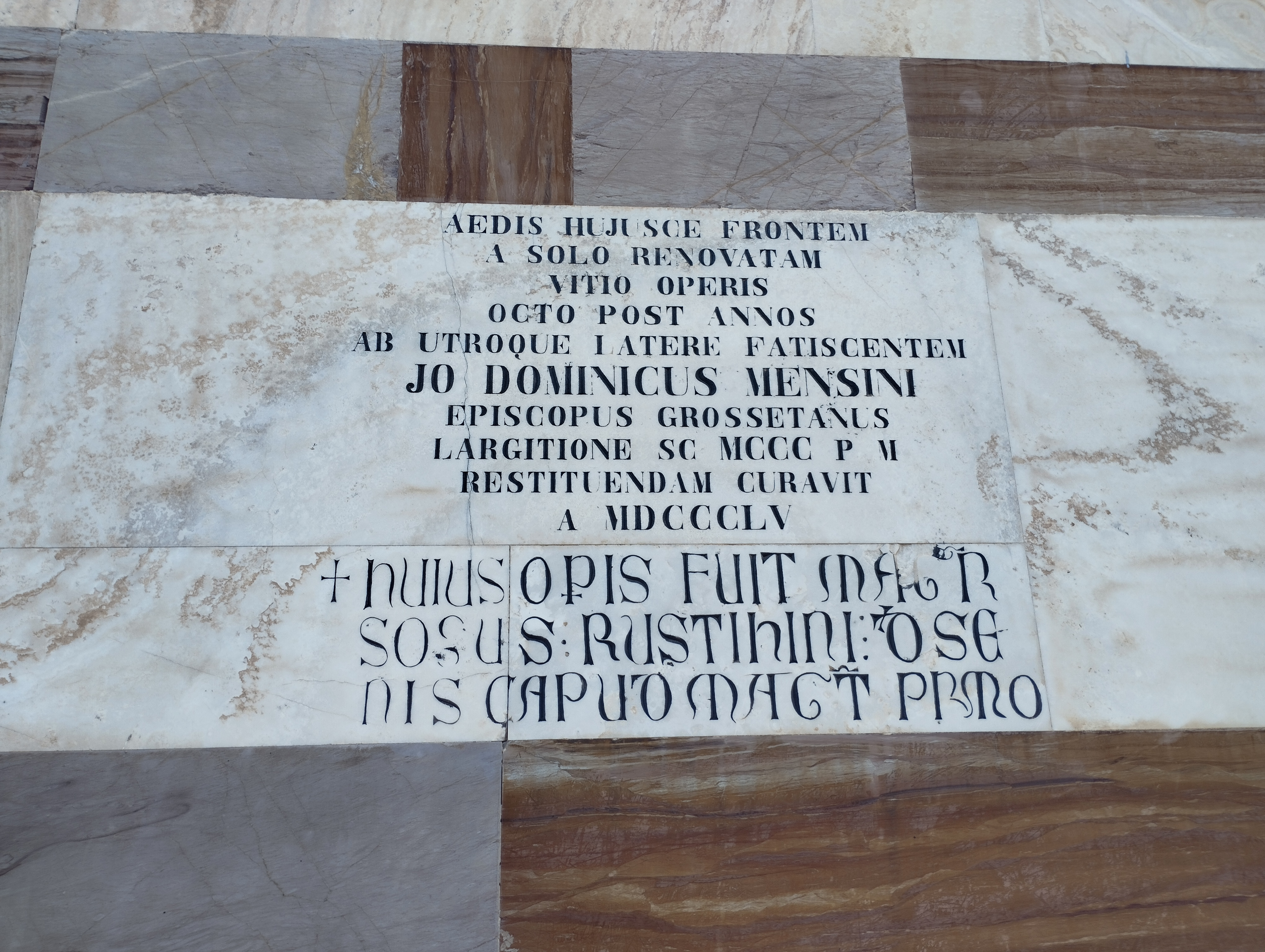
L'iscrizione (in basso) sul fianco del duomo di Grosseto

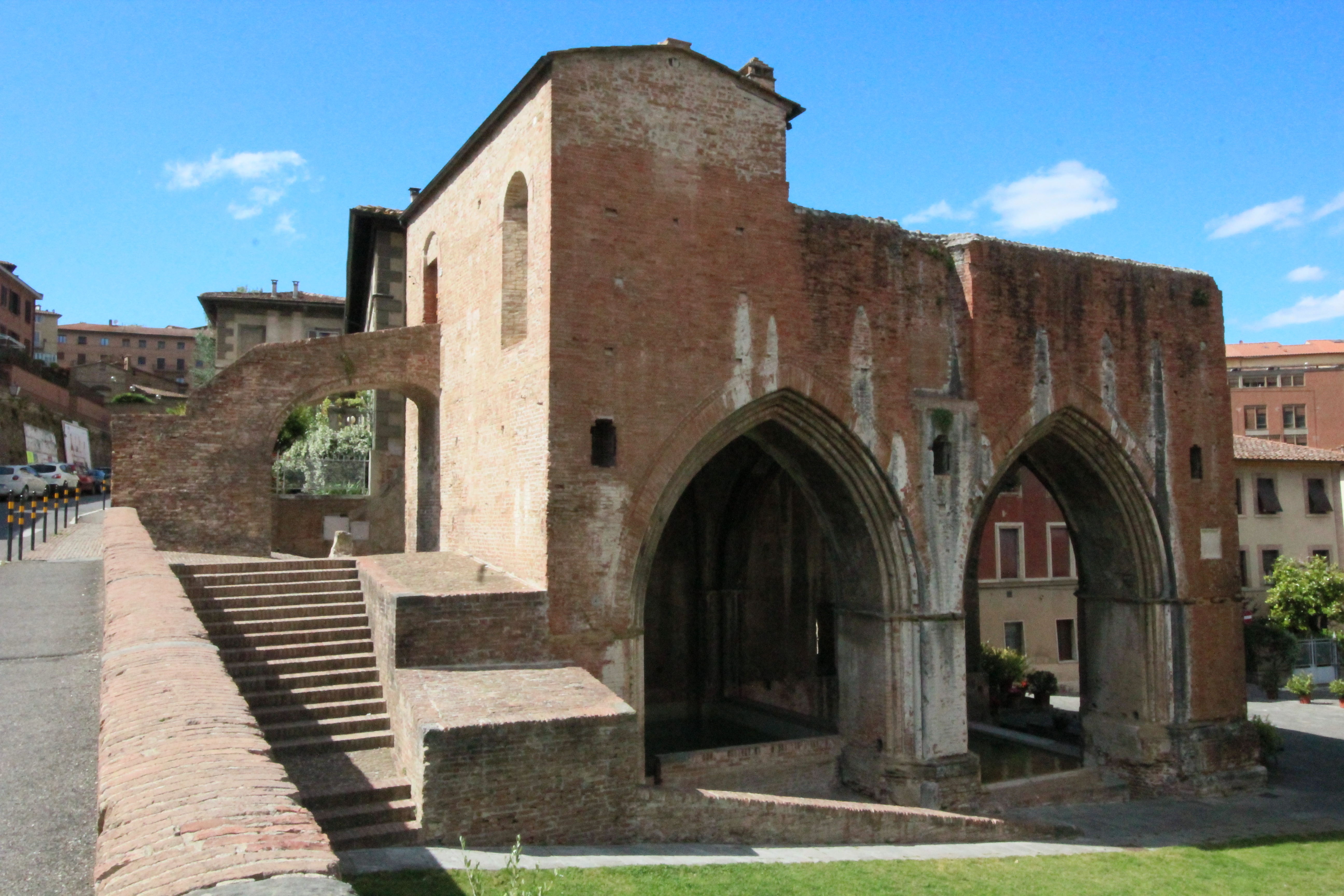
Fonte Nuova a Siena

Sozzo Rustichini o Sozzo di Rustichino (Siena, ... – ...; fl. XIII-XIV secolo) è stato un architetto italiano.

## Biografia
Sozzo fu un architetto senese particolarmente attivo nella seconda metà del XIII secolo, ed è ricordato principalmente per essere stato il primo maestro del cantiere del duomo di Grosseto, come ricordato da un'epigrafe che attesta i lavori di costruzione della cattedrale tra il 1294 e il 1302.
Nel 1295 fece parte di una commissione per la costruzione della Fonte Nuova in Pian d'Ovile, i cui membri erano «magistri lapidum» e «magistri Operis», tra i quali Duccio di Boninsegna e Giovanni Pisano: i lavori della fonte furono effettuati dallo stesso Sozzo insieme a Camaino di Crescentino nel 1298.
Secondo Middeldorf Kosegarten, questi stessi magistri, compreso Sozzo, potrebbero essere stati gli autori di alcune sculture della parte superiore della facciata del duomo di Siena, interrotta dopo la partenza di Giovanni Pisano e completata da Camaino di Crescentino.
Non è chiara la sua ascendenza famigliare: secondo il Romagnoli, fu uno dei figli dell'orafo Pace di Valentino, e quindi fratello degli architetti Bindo, Guidone e Buonaccorso; se così fosse, sarebbe quindi da identificare con quel Sozzo di Pace che nell'agosto 1331 ricevette il compito di «racconciare el cassaro di Arcidosso».
Del resto, lo stesso Romagnoli, citando Tizio Sigismondo, riportava che la famiglia Rustichini proviene da quella Piccolomini. Si può quindi ben affermare che Sozzo Rustichini sia il Sozzo riportato nell'albero genealogico del ramo di Rustichino presente nell'archivio di stato di Siena, al numero 46.